# 성미애
성미애(成美愛)는 한국방송통신대학교 자연과학대학 생활과학부(구 가정학과) 교수이다. 

## 학력
- 서울대학교 가정대학 가정관리학과 (가정학 학사)
- 서울대학교 대학원 소비자아동학과 (가정학 석사)
- 서울대학교 대학원 소비자아동학과 (문학박사)

## 경력
- 2022.01-현재  (사)가정과삶의질학회 회장
- 2022.01-현재  한국가족관계학회 부회장
- 2022.01-현재  (사)가정과삶의질학회 법정이사
- 2018.01-현재	한국가정관리학회 부회장
- 2018.01-현재	한국가족관계학회 부회장
- 2017.01-현재	한국가족학회 부회장
- 2017.01-2017.12	한국가족관계학회 편집이사
- 2016.11-현재	(사)가정을건강하게하는시민의모임 공동대표
- 2016.01-2017.12	한국가족관계학회 편집위원장
- 2016.01-2017.12	한국가정관리학회 기획이사
- 2015.03-현재	한국방송통신대학교 교수
- 2015.01-2015.12	한국가정관리학회 상임이사
- 2015.01-2015.12	한국가족관계학회 자격위원
- 2015.01-2015.12	한국가족관계학회 이사
- 2014.08-2016.07.31	종로구 여성위원회 위원
- 2013.08-2016.02	종로구 건강가정지원센터 공동센터장
- 2013.08-2016.02	종로구 다문화가족지원센터 공동센터장
- 2013.12~2017.12.31	서울가정법원 조정위원
- 2013.12~현재	종로구 다문화가족지원 협의회 위원
- 2013.11-2014.12	한국가족관계학회 홍보이사
- 2013.10-2016.08.06	2016 IFHE World Congress 준비위원
- 2012.04-2014.04	종로구건강가정지원센터 운영위원
- 2012.01-2014.12	(사)가정을건강하게하는시민의모임 이사
- 2011.11-2013.10	대한가정학회 정책이사
- 2011.07-2013.07	종로구건강가정지원센터 아이돌보미지원사업 선정위원회 위원
- 2011.07-2012.11	한국가정관리학회 학술이사
- 2010.01-2011.01	Montclair State University Visiting Scholar
- 2010.03-2015.02	한국방송통신대학교 부교수
- 2009.11-2010.10	대한가정학회 총무이사
- 2009.01-현재	(사)가정을 건강하게 하는 시민의 모임 이사
- 2008.07-2009.11	종로구건강가정지원센터 공동센터장
- 2008.01-2009.01	가정을 건강하게하는 시민의 모임 전문위원
- 2007.11-2009.06	한국가정관리학회 상임이사
- 2007.11-2008.11	서울시건강가정지원센터 운영위원
- 2006.03-2010.02	한국방송통신대학교 조교수
- 2005.06-2007.10	한국가정관리학회 총무이사
- 2005.01-2006.12	중앙건강가정지원센터 기획위원
- 2004.11-2005.11	대통령자문 빈부격차·차별시정위원회 전문위원
- 2004.05-2006.04	보건복지부 예산자문위원회 위원
- 2004.05-현재	대한가정학회 가정학실천특별위원회 상임위원
- 2003.12-2006.02	한국방송통신대학교 전임강사
- 2003.07-2008.01	(사)가정을 건강하게 하는 시민의 모임 상임위원
- 2003.07-2003.11	서울대학교 BK21 핵심분야 박사후연구원
- 1999.09-현재	주부문화연구소 전상담위원
- 1999.09-2002.02	서울대학교 생활과학연구소 연수연구원
- 1999.05-2001.08	여성정보문화21 웹진 이매진 편집위원
- 1993.03-2004.02	서울대, 상명대, 가톨릭대, 중앙대, 한남대, 인하대 강사
- 1991.09-1994.02	한국방송통신대학교 조교